# 중국은행 타워 (상하이)
중국은행 타워 상하이(중국어: 上海中銀大廈 상해중은대하[*], 영어: Bank of China Tower Shanghai 뱅크 오브 차이나 타워 상하이[*])는 중화인민공화국 상하이시 푸둥 구에 위치한 마천루이다. 지상 53층, 226m의 건물로 안테나가 258m의 높이까지 솟아 있다. 홍콩 중국은행 타워와 비슷한 업무를 담당하고 있다.

## 같이 보기
- 중국은행
- 중국은행 타워 (홍콩)
- 아시아의 마천루 목록